# Zbelovo
Zbelovo este o localitate din comuna Slovenske Konjice, Slovenia, cu o populație de 281 de locuitori.